# Saccobolus saccoboloides
Saccobolus saccoboloides är en svampart som först beskrevs av Seaver, och fick sitt nu gällande namn av Johannes van Brummelen 1967. Saccobolus saccoboloides ingår i släktet Saccobolus och familjen Ascobolaceae.   Inga underarter finns listade i Catalogue of Life.